# Volby do zastupitelstev obcí v Česku 2018
Volby do zastupitelstev obcí v Česku proběhly v pátek 5. října a v sobotu 6. října 2018, jako obvykle se současně konaly i volby do Zastupitelstva města Prahy a zastupitelstev pražských městských částí. Termín těchto voleb byl spojen s prvním kolem voleb do třetiny Senátu.
Na kandidátních listinách bylo v celé České republice zapsáno 216 472 osob, z toho 64 330 (29,7 %) žen. Voleno bylo více než 6 200 městských či obecních zastupitelstev. Při předcházejících volbách do zastupitelstev v roce 2014 kandidovalo 211 450 uchazečů do obecních samospráv a 22 232 do městských. Podle průzkumu v roce 2018 se 13 % stávajících starostů rozhodlo znovu nekandidovat a dalších 9 % kandidovalo pouze na místo řadového zastupitele. Jako důvod v průzkumu uvedli nárůst administrativy, vysokou odpovědnost či kriminalizaci starostů a zpřísnění zákona o střetu zájmů, který povoluje anonymní nahlížení do majetkových poměrů volených zastupitelů.
V 17 obcích (Litichovice, Roblín, Kluky, Kadlín, Děkov, Němčovice, Skomelno, Horšice, Hodějice, Lipovec, Dlouhá Lhota, Střítež, Ždírec, Tatobity, Víska u Jevíčka, Kbelnice, Němčice) volby neproběhly, protože do zastupitelstva nikdo nekandidoval nebo kandidoval nedostatečný počet kandidátů. Místo dosavadních starostů budou do těchto obcí Ministerstvem vnitra dosazeni správci. V 1 606 obcích byla sestavena jen jedna kandidátní listina (v roce 2014 to bylo jen ve 1 289 obcích).

## Volební systém

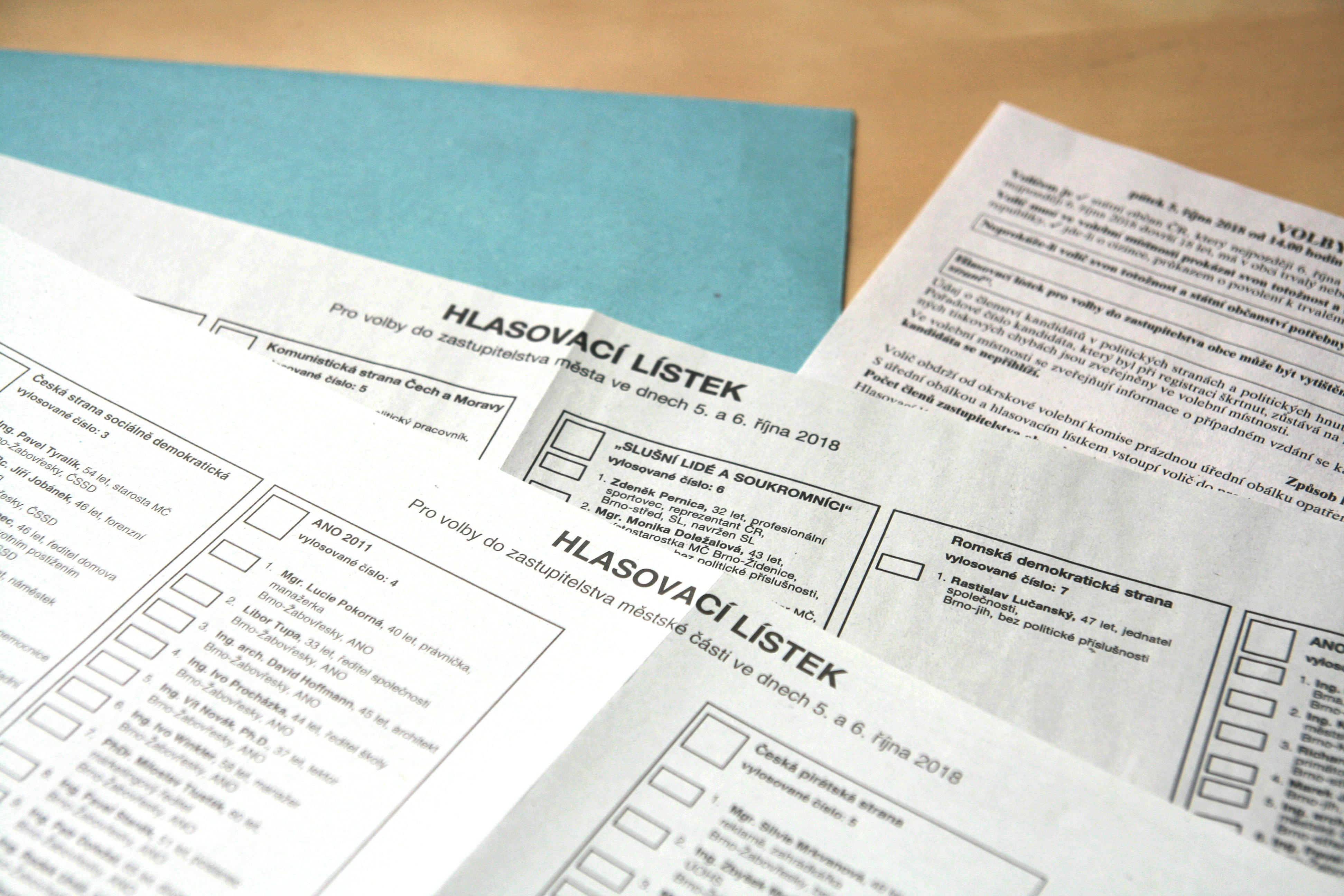
Hlasovací lístky do zastupitelstva statutárního města Brna a jedné z městských částí, včetně informačního letáku a obálky

Při volbách do zastupitelstev obcí (na rozdíl od voleb do Poslanecké sněmovny) není možné udílet preferenční hlasy. Je možné zvolit stranu, případně kandidáty napříč různými stranami, ale i několik samostatných kandidátů jiné strany a jednu stranu, z níž pak je započítána jen část hlasů. Všechny kandidující subjekty jsou uvedeny na jednom velkém hlasovacím lístku, který se následně po označení vloží do úřední obálky a vhodní do volební urny. V Praze a územně členěných statutárních městech se ovšem volí jak do zastupitelstva města, tak do zastupitelstev městských částí či obvodů. V komunálních volbách v roce 2018 mohli poprvé volit i občané členských zemí EU s přechodným bydlištěm v České republice, pokud o to dopředu požádali. Na rozdíl od jiných voleb není možné volit mimo místo svého bydliště za pomoci voličského průkazu.
Volební systém je při volbách do obecních zastupitelstev nejsložitějším volebním mechanismem v Česku. Počet volených zastupitelů závisí na počtu obyvatel dané obce:
- obec do 500 obyvatel: 5 až 15 zastupitelů
- 501 – 3 000 obyvatel: 7 až 15 zastupitelů
- 3 001 – 10 000 obyvatel: 11 až 25 zastupitelů
- 10 001 – 50 000 obyvatel: 15 až 35 zastupitelů
- 50 001 – 150 000 obyvatel: 25 až 45 zastupitelů
- nad 150 000 obyvatel: 35 až 55 zastupitelů
- hlavní město Praha: 55 až 70 zastupitelů

Následná křesla v zastupitelstvech se rozdělují od prvního místa na kandidátce. V případě, že některý z kandidátů získá alespoň o 10 % více hlasů, než je průměrný počet hlasů na jednoho kandidáta v rámci jeho strany, posouvá se na první místo. Ve větších městech, kde se volí větší počet zastupitelů, je proto velmi obtížné posunout se na přední příčku v kandidátce.

## Volební kampaň

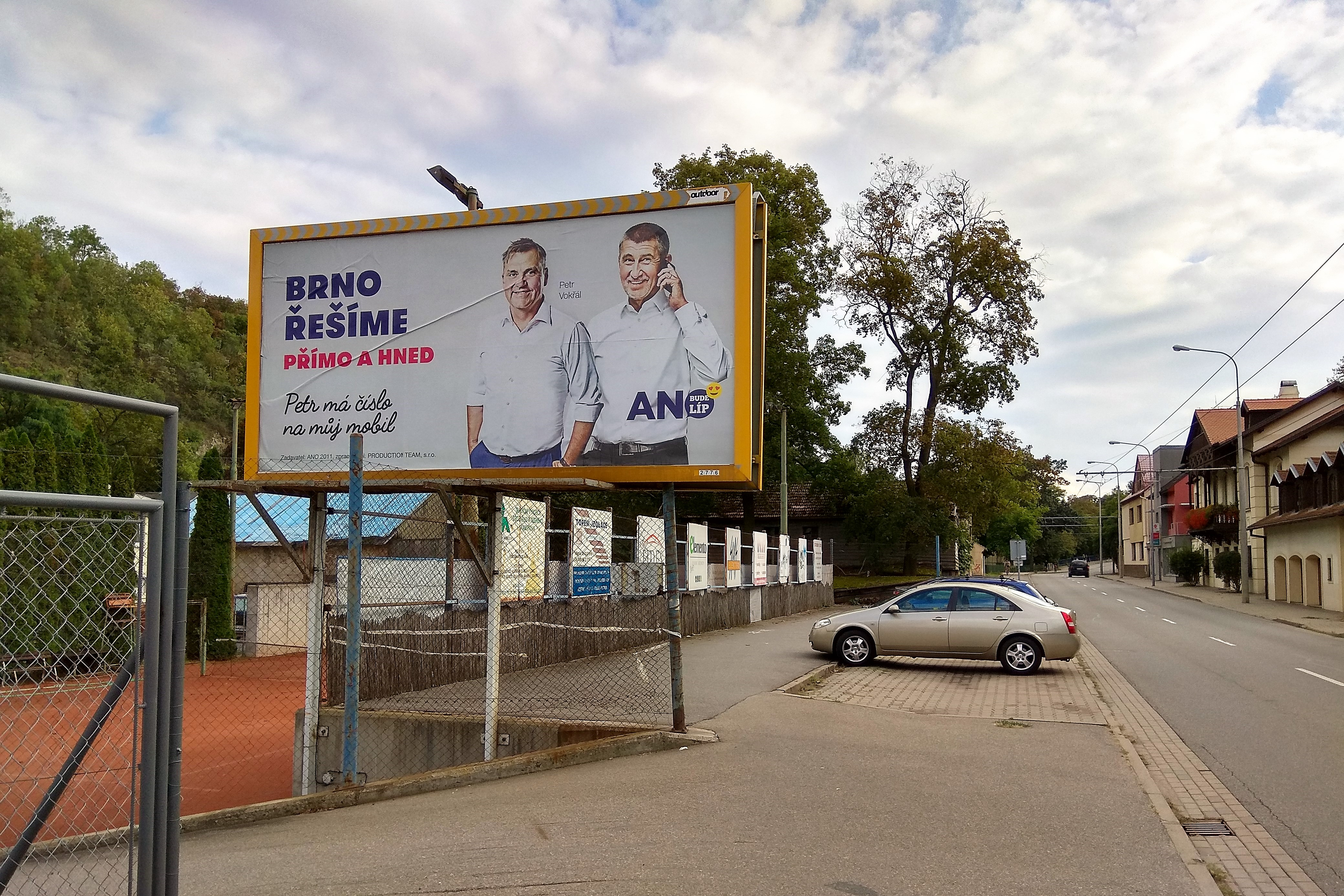
Předvolební billboard vládního hnutí ANO v Brně-Jundrově

Volební kampaň pro volby do zastupitelstev obcí byla upravená v § 30 „volebního zákona“ č. 491/2001 Sb. Oproti jiným volbám neexistovala povinnost zakládat transparentní účet pro výdaje na kamapaň. Pro kampaň bylo možno využít i krajská či městská média za podmínky zachování jejich neutrality a korektnosti. Dle zákona mohla obec vyhradit pro potřeby kampaně plakátovací plochu, výsledky předvolebních průzkumů nesměly být zveřejňovány od třetího dne před začátkem voleb až do konce hlasování a v průběhu dvou volebních dnů byla zakázána agitace a propagace stran či kandidátů ve volebních místnostech a jejich bezprostředního okolí.
Vládní hnutí ANO uvedlo masivní kampaň v hodnotě asi 150 milionů korun, výrazně převyšující jeho politickou konkurenci. Předpokládané náklady na kampaň byly u ODS či ČSSD ve výši 35 milionů, SPD 25 milionů, KDU-ČSL 24 milionů, STAN 20 milionů, TOP 09 asi 15 milionů, KSČM 11,5 milionů, Piráti odhadovali 10 milionů. Podle organizace Transparency International vedly nejprůhledněji svou kampaň v komunálních volbách Piráti, Zelení a TOP 09, v Brně také hnutí Žít Brno. Organizace se zaměřila na vybrané strany v Praze, Brně a Ostravě, velké parlamentní strany podle ní poskytly minimum informací o financování kampaně, nejméně transparentně si vedly v Praze SPD, ODS a ANO, v Brně KSČM, Slušní lidé a KDU-ČSL, v Ostravě hnutí Ostravak, Nezávislí, Dobrá volba a ČSSD.
Podle politologa Miloše Gregora byla kampaň specifická v tom, že některé strany měly centrálně řízenou kampaň zcela bez konkrétních hesel nebo slibů spjatých s lokálními tématy, pouze s obecnými proklamacemi či celostátními tématy. Vzhledem ke značné volnosti dávané stranami lokálním kandidátům a s ohledem také k relativně malým financím, které mnohé strany na kampaň měly, se však v kampani objevovalo také mnoho amatérských či bizarních prvků. Např. lídr brněnské ČSSD Oliver Pospíšil v klipu vylezl z kontejneru a nabídl seniorce volební noviny. ODS kromě klasických klipů použila také kontroverzní záběry s vandalizující sprejerkou či ležícím, pravděpodobně zfetovaným mladíkem a sloganem „Ti také půjdou volit? Necháte je rozhodnout za vás?“. Jinak seriózní obhajující brněnský primátor Petr Vokřál za hnutí ANO ve videoklipu rapoval o tom, že si přeje, aby město pod jeho vedením i v dalším volebním období „povokřálo“. V Havířově se kandidáti za Zelené a nezávislé vyfotografovali nazí jen s logem přes citlivé partie na doklad své transparentnosti. Hnutí Ostravak v kampani oznamovalo, že „kašna není vana“.

V kampani se objevily případy např. anonymního útočného plakátu namířeného proti lídrovi ČSSD na Praze 5 Miroslavu Doležalovi, připomínajícího jeho dřívější sporné angažmá kolem zkrachovalé Literární akademii, podle Doležala lživého. Proti Straně zelených a jejímu pražskému lídrovi a starostovi Prahy 4 Petru Štěpánkovi vznikl anonymní web nazvaný „Účet pro zelené“ a facebooková stránka „Odvrácená tvář Prahy 4“, podle Štěpánka protiprávní, plný nesmyslů a nepravd a údajně také doprovozený letákovou antikampaní. Před volbami kolovalo také erotické video, které v minulosti natočila Michaela Krausová, členka Pirátů. V srpnu došlo k vandalskému poničení billboardů hnutí SPD, jež pak podalo několik trestních oznámení. Z útoků na billboardy také obvinilo Piráty, pročež naopak Piráti podali trestní oznámení. KSČM podala trestní oznámení kvůli krádeži asi 44 předvolebních plakátů ze sloupů trakčního vedení v Praze, mizející nebo poškozenou reklamu hlásila také ČSSD, Piráti, KDU-ČSL a další strany.

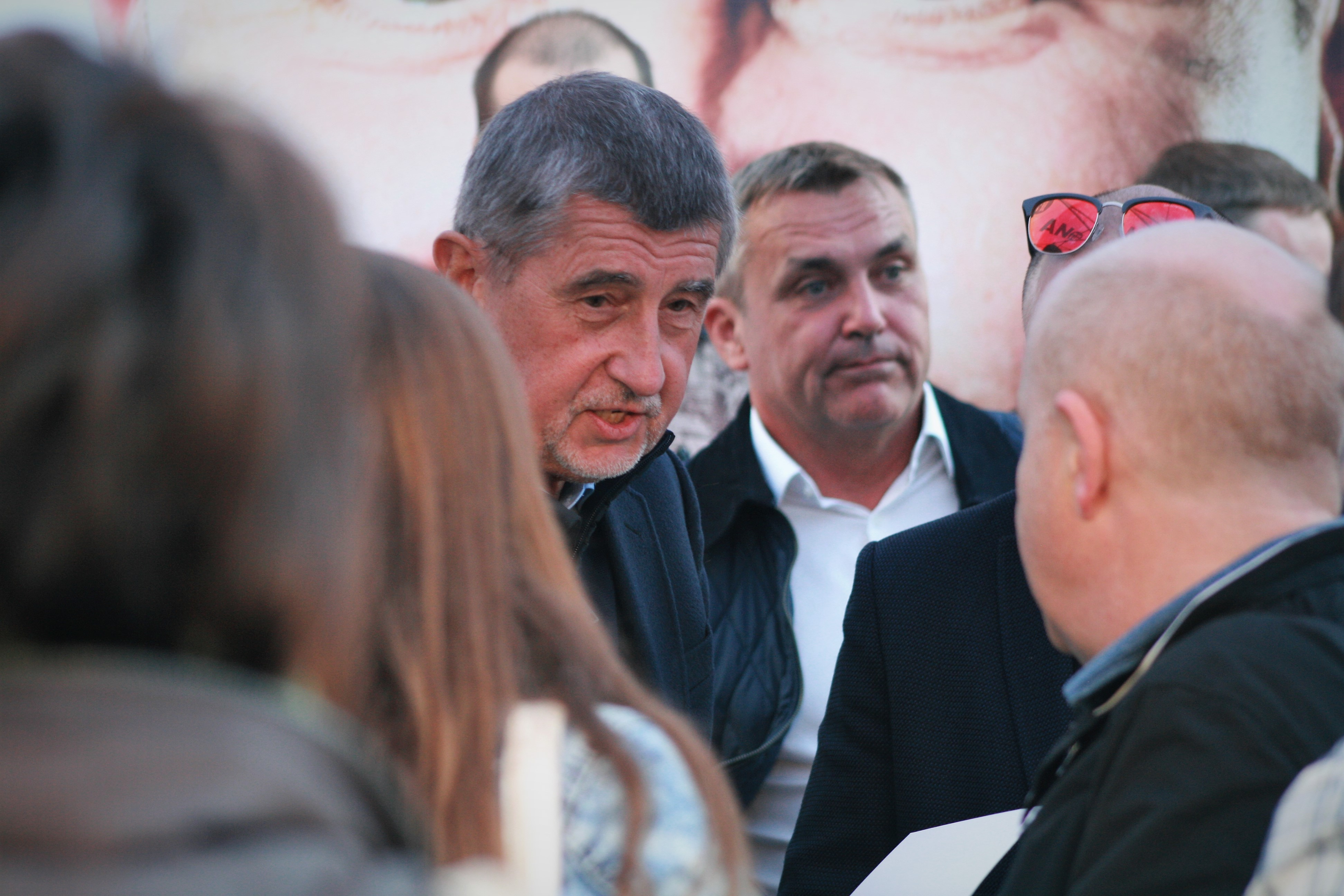
Premiér Babiš s obhajujícím primátorem Vokřálem při setkání s voliči v Brně
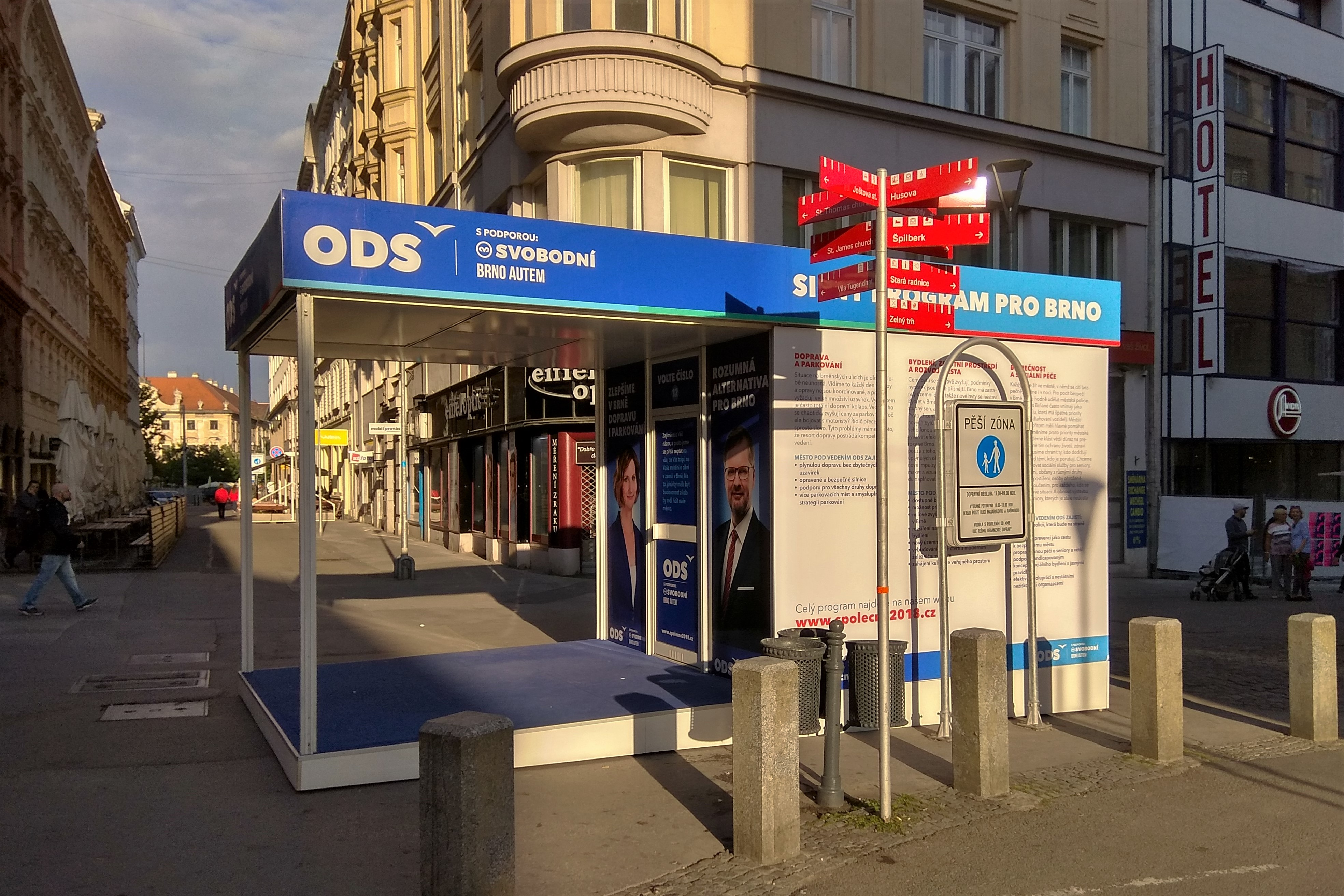
Předvolební stánek ODS v Brně
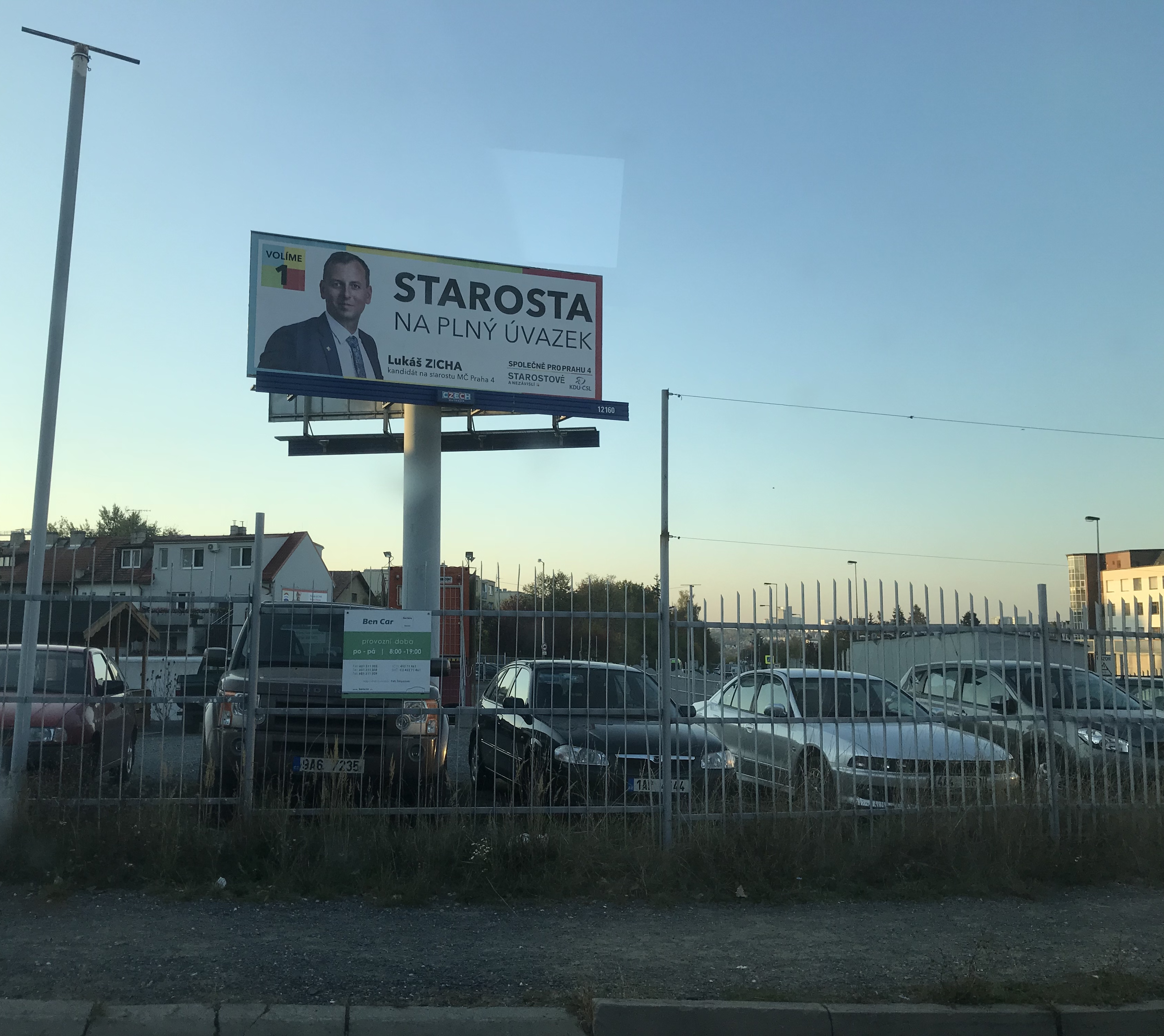
Billboard Starostů a nezávislých v Praze
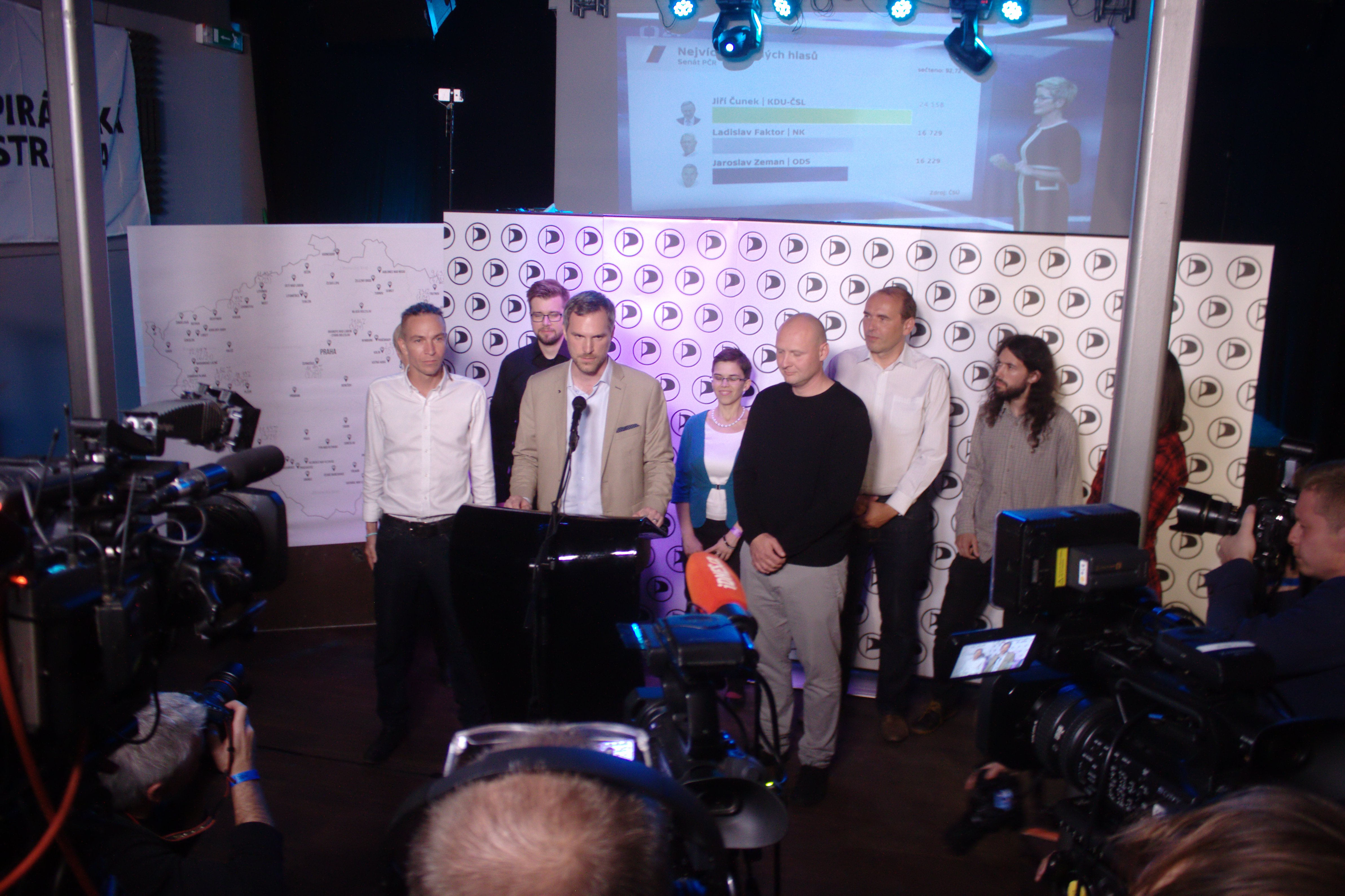
Tisková konference ve volebním štábu Pirátů v Praze
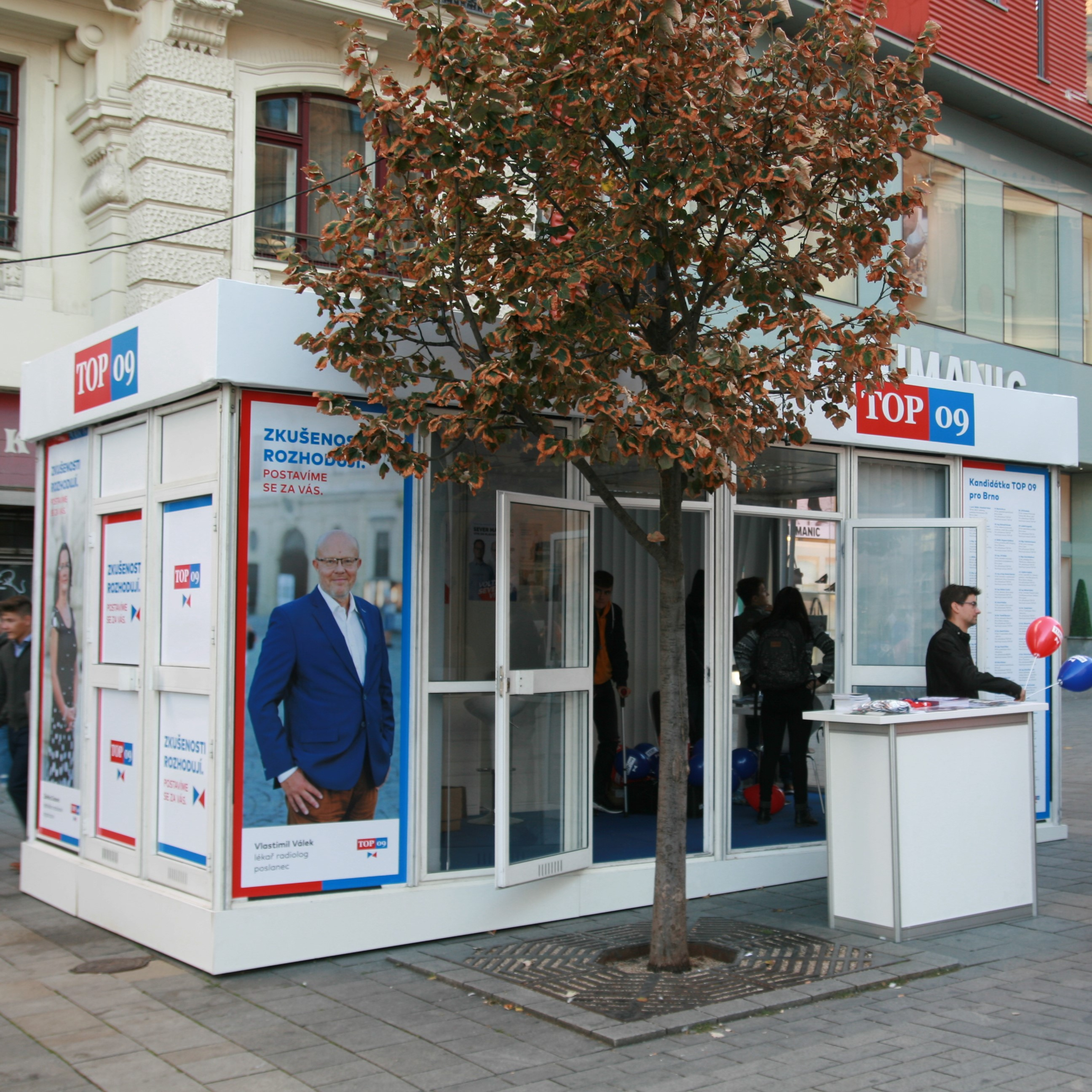
Předvolební stánek TOP 09 v Brně
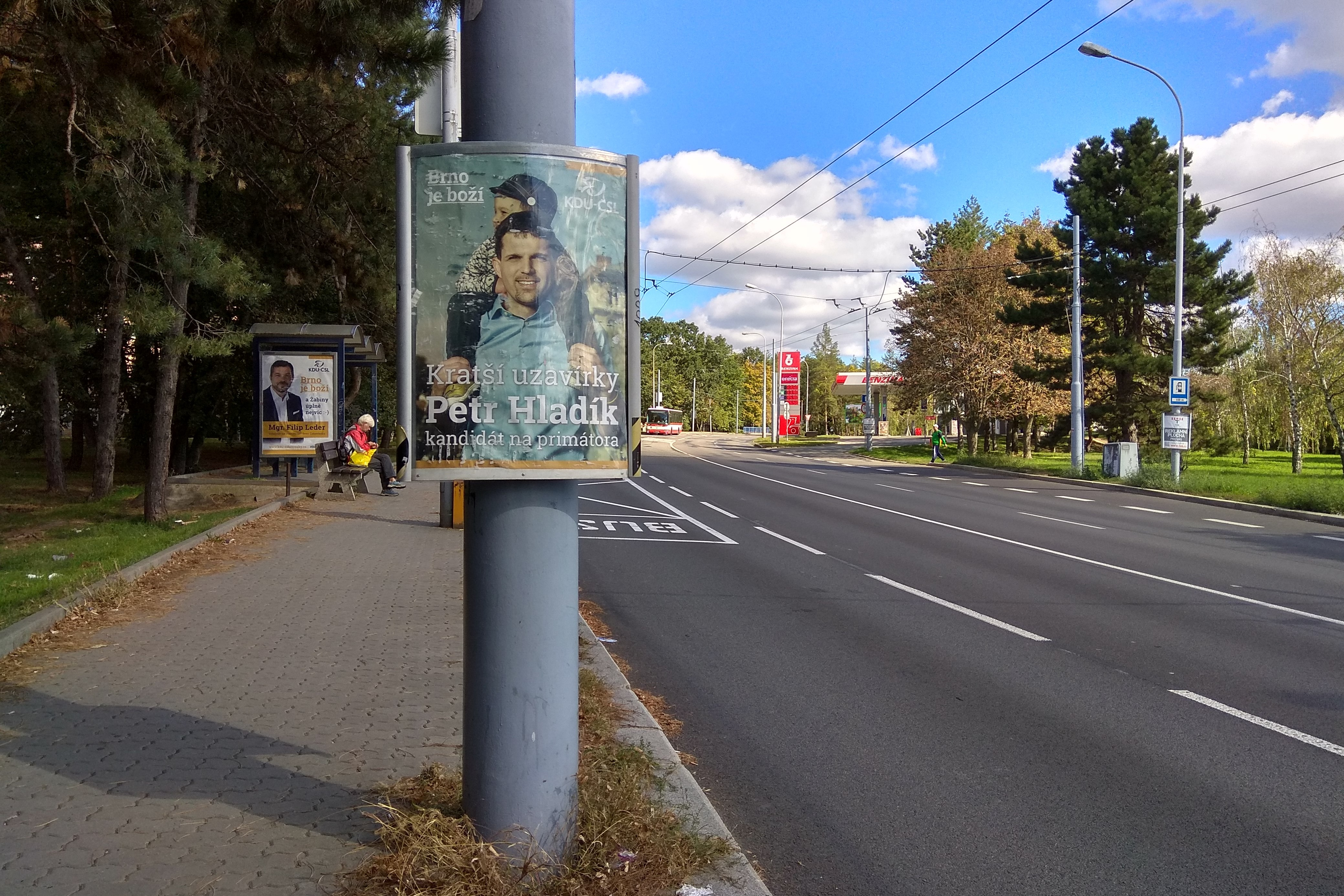
Plakátová kampaň KDU-ČSL v Brně

## Průběh voleb
Volby probíhaly v pátek 5. a sobotu 6. října 2018. V severočeských městech Bílina, Moldava a Ústí nad Labem Policie ČR prošetřovala možný pokus o ovlivňování výsledků voleb. V Moldavě týden před volbami razantně stoupl počet obyvatel. V Ústí a Bílině došlo k podezření, že se zde podplácí voliči.
Krajský soud v Českých Budějovicích konstatoval, že před volbami ve Strakonicích byla narušena předvolební kampaň, a nařídil opakování voleb.

## Volební účast
Volební účast podle krajů
| kraj                 | počet okrsků | voliči v seznamu | vydané obálky | volební účast v % | odevzdané obálky |
| -------------------- | ------------ | ---------------- | ------------- | ----------------- | ---------------- |
| Hlavní město Praha   | 1 116        | 918 640          | 426 605       | 46,44             | 425 937          |
| Středočeský kraj     | 2 059        | 1 035 868        | 524 179       | 50,60             | 523 540          |
| Jihočeský kraj       | 1 259        | 512 238          | 255 890       | 49,96             | 255 702          |
| Plzeňský kraj        | 1 083        | 453 856          | 216 937       | 47,80             | 216 610          |
| Karlovarský kraj     | 344          | 233 797          | 94 362        | 40,36             | 94 230           |
| Ústecký kraj         | 1 045        | 651 671          | 262 781       | 40,32             | 262 346          |
| Liberecký kraj       | 581          | 348 537          | 158 388       | 45,44             | 158 198          |
| Královéhradecký kraj | 926          | 441 648          | 219 296       | 49,65             | 219 067          |
| Pardubický kraj      | 875          | 411 884          | 208 322       | 50,58             | 208 059          |
| Kraj Vysočina        | 1 135        | 410 169          | 220 73        | 53,82             | 220 519          |
| Jihomoravský kraj    | 1 401        | 949 454          | 472 079       | 49,72             | 471 547          |
| Olomoucký kraj       | 932          | 514 011          | 242 405       | 47,16             | 242 129          |
| Zlínský kraj         | 685          | 477 016          | 237 422       | 49,77             | 237 034          |
| Moravskoslezský kraj | 1 307        | 986 292          | 411 455       | 41,72             | 410 945          |
| Celkem               | 14 748       | 8 345 081        | 3 950 860     | 47,34             | 3 945 863        |

## Souhrnné výsledky voleb
V případě statutárních měst jsou zahrnuty jak hlasy do zastupitelstev jednotlivých městských částí, tak hlasy do magistrátních zastupitelstev.
| Strana                 | Strana                             | Hlasy       | Hlasy | Hlasy | Zastupitelé | Zastupitelé | Zastupitelé |
| Strana                 | Strana                             | Abs.        | %     | ±     | Abs.        | %           | ±           |
| ---------------------- | ---------------------------------- | ----------- | ----- | ----- | ----------- | ----------- | ----------- |
|                        | nezávislí kandidáti                | 26 336 626  | 23,59 | 5,3▲  | 44 485      | 71,8        | 2 849▲      |
|                        | ANO 2011                           | 16 661 844  | 14,92 | 0,3▲  | 1 675       | 2,7         | 69▲         |
|                        | Občanská demokratická strana       | 14 755 188  | 13,22 | 4,0▲  | 2 590       | 4,2         | 194▲        |
|                        | Česká pirátská strana              | 9 224 434   | 8,26  | 6,7▲  | 353         | 0,6         | 324▲        |
|                        | Česká strana sociálně demokratická | 5 941 863   | 5,32  | 7,3▼  | 1 937       | 3,1         | 1 859▼      |
|                        | Starostové a nezávislí             | 5 716 669   | 5,12  | 2,1▲  | 2 750       | 4,4         | 433▲        |
|                        | KDU-ČSL                            | 5 599 336   | 5,02  | 1,4▼  | 3 633       | 5,9         | 366▼        |
|                        | Komunistická strana Čech a Moravy  | 5 459 106   | 4,89  | 3,0▼  | 1 473       | 2,4         | 1 087▼      |
|                        | TOP 09                             | 5 384 261   | 4,82  | 3,9▼  | 483         | 0,8         | 382▼        |
|                        | Svoboda a přímá demokracie         | 3 612 359   | 3,24  | nová  | 158         | 0,3         | 158▲        |
|                        | Strana zelených                    | 1 999 231   | 1,79  | 1,3▼  | 182         | 0,3         | 86▼         |
|                        | Ostravak                           | 744 364     | 0,67  | 0,1▼  | 45          | 0,1         | 10▼         |
|                        | Nezávislí                          | 638 480     | 0,57  | 0,2▼  | 213         | 0,3         | 21▼         |
|                        | Svobodní                           | 636 855     | 0,57  | 1,3▼  | 84          | 0,1         | 13▲         |
|                        | Pro Prahu                          | 558 605     | 0,50  | 0,3▼  | 27          | 0,0         | 33▼         |
|                        | PRO Zdraví a Sport                 | 411 509     | 0,37  | 0,1▲  | 65          | 0,1         | 24▲         |
|                        | Nestraníci                         | 353 053     | 0,32  | 0,0▬  | 231         | 0,4         | 17▲         |
|                        | Strana soukromníků České republiky | 335 314     | 0,30  | 0,3▲  | 59          | 0,1         | 44▲         |
|                        | SNK Evropští demokraté             | 285 799     | 0,26  | 0,4▼  | 232         | 0,4         | 151▼        |
|                        | Ostatní hnutí a strany             | 7 758 449   | 6,90  | –     | 1 275       | 2,1         | –           |
| Celkem                 | Celkem                             | 112 413 345 | 100   | –     | 61 950      | 100         | 307▼        |
| Voliči v seznamu/účast | Voliči v seznamu/účast             | 8 349 189   | 47,34 | –     | –           | –           | –           |
| Zdroj: Volby.cz        |                                    |             |       |       |             |             |             |

- nezávislí kandidáti: 44 485
- KDU-ČSL: 3 633
- STAN: 2 750
- ODS: 2 590
- ČSSD: 1 937
- ANO: 1 675
- KSČM: 1 473
- TOP 09: 483
- Piráti: 353
- SNK ED: 232
- NK: 231
- NEZ: 213
- Zelení: 182
- SPD: 158
- Svobodní: 84
- PRO Zdraví: 65
- Soukromníci: 59
- Ostravak: 45
- Pro Prahu: 27
- Ostatní hnutí a strany: 1 275

Po vyhlášení výsledků voleb začala běžet lhůta, v níž bylo možné zpochybnit výsledky voleb u soudu. V obcích, ve kterých byly volby takto zpochybněny, nebylo možno až do rozhodnutí soudu (které musí být vydáno do 20 dnů) svolat ustavující zastupitelstvo. Například ve středních Čechách přišlo kolem 30 stížností, v Jihočeském kraji byly stížnosti podány v 13 obcích.
Výsledky voleb ve Strakonicích krajský soud zrušil úplně, a volby se tak opakovaly.

## Výsledky v krajských městech
Údaje se týkají voleb do zastupitelstev krajských měst (nikoli jejich částí). Jmenovitě jsou uvedeny volební subjekty a sdružení, které získaly nejméně 3 % z celkových hlasů.

### Souhrn
U každé strany je uveden počet zastupitelů dle navrhující strany; u sdružení politické strany a nezávislých kandidátů jsou všechny mandáty započítané politické straně.
| Město            | ANO   | ODS | Piráti | STAN | KDU-ČSL | KSČM    | TOP 09  | ČSSD | SPD | Zelení  | Ostatní | Celkem | Primátor po volbách     | Strana |    |    |             |        |
| ---------------- | ----- | --- | ------ | ---- | ------- | ------- | ------- | ---- | --- | ------- | ------- | ------ | ----------------------- | ------ | -- | -- | ----------- | ------ |
| Město            | Praha | 12  | 14     | 13   | 4       | [ p 1 ] | N/A     | 9    | N/A | N/A     | N/A     | Celkem | Primátor po volbách     | Strana | 13 | 65 | Zdeněk Hřib | Piráti |
| České Budějovice | 12    | 8   | 6      | 1    | [ p 2 ] | 4       | 3       | N/A  | N/A | [ p 3 ] | 11      | 45     | Jiří Svoboda            | ANO    |    |    |             |        |
| Plzeň            | 13    | 13  | 7      | N/A  | 4       | 3       | 4       | 3    | N/A | N/A     | N/A     | 47     | Martin Baxa             | ODS    |    |    |             |        |
| Karlovy Vary     | 12    | 3   | 5      | N/A  | N/A     | 2       | N/A     | N/A  | N/A | N/A     | 13      | 35     | Andrea Pfeffer Ferklová | ANO    |    |    |             |        |
| Ústí nad Labem   | 9     | 4   | 1      | N/A  | N/A     | 3       | N/A     | N/A  | 3   | 7       | 10      | 37     | Petr Nedvědický         | ANO    |    |    |             |        |
| Liberec          | 11    | 4   | N/A    | 16   | [ p 4 ] | N/A     | [ p 5 ] | N/A  | N/A | 2       | 6       | 39     | Jaroslav Zámečník       | SLK    |    |    |             |        |
| Hradec Králové   | 11    | 5   | 5      | N/A  | 3       | 3       | N/A     | N/A  | N/A | 3       | 7       | 37     | Alexandr Hrabálek       | ODS    |    |    |             |        |
| Pardubice        | 13    | 7   | 5      | N/A  | N/A     | 2       | 2       | 2    | N/A | [ p 6 ] | 8       | 39     | Martin Charvát          | ANO    |    |    |             |        |
| Jihlava          | 10    | 6   | 1      | 7    | 3       | 3       | 1       | 2    | 2   | 2       | N/A     | 37     | Karolína Koubová        | STAN   |    |    |             |        |
| Brno             | 18    | 13  | 6      | N/A  | 8       | N/A     | N/A     | 5    | 4   | N/A     | 1       | 55     | Markéta Vaňková         | ODS    |    |    |             |        |
| Olomouc          | 14    | 5   | 3      | 3    | 4       | 2       | N/A     | 2    | 2   | N/A     | 10      | 45     | Miroslav Žbánek         | ANO    |    |    |             |        |
| Zlín             | 9     | 3   | 3      | 9    | 5       | N/A     | N/A     | N/A  | 2   | N/A     | 20      | 41     | Jiří Korec              | ANO    |    |    |             |        |
| Ostrava          | 21    | 6   | 5      | N/A  | 3       | 6       | [ p 7 ] | 3    | 4   | N/A     | 7       | 55     | Tomáš Macura            | ANO    |    |    |             |        |
| Celkem           | 165   | 91  | 60     | 40   | 30      | 28      | 19      | 17   | 17  | 14      | 96      | 577    |                         |        |    |    |             |        |

Poznámky:
1. ↑  Jeden člen KDU-ČSL byl zvolen jako nominant TOP 09.
2. ↑  Jeden člen KDU-ČSL byl zvolen na kandidátce TOP 09 a nezávislých.
3. ↑  Jeden člen Strany zelených byl zvolen na kandidátce Pirátů.
4. ↑  Dva členové KDU-ČSL byli zvoleni na kandidátce Starostů.
5. ↑  Dva členové TOP 09 byli zvoleni na kandidátce Starostů.
6. ↑  Jeden člen Strany zelených byl zvolen na kandidátce Pirátů.
7. ↑  Jeden člen TOP 09 byl zvolen na kandidátce ODS.

### Brno
Volební účast v Brně činila 42,65 %.
| Volební strana                                   | Hlasy     | Hlasy | Mandáty | Mandáty | Mandáty |
| Volební strana                                   | počet     | v %   | 2018    | 2014    | bilance |
| ------------------------------------------------ | --------- | ----- | ------- | ------- | ------- |
| ANO 2011                                         | 1 474 746 | 23,03 | 18      | 13      | ▲ +5    |
| ODS s podporou Svobodných                        | 1 188 120 | 18,55 | 14      | 5       | ▲ +9    |
| KDU-ČSL                                          | 656 656   | 10,25 | 8       | 7       | ▲ +1    |
| Česká pirátská strana                            | 559 399   | 8,74  | 6       | –       | ▲ +6    |
| Česká strana sociálně demokratická               | 402 425   | 6,28  | 5       | 11      | ▼ -6    |
| Svoboda a přímá demokracie – Tomio Okamura (SPD) | 324 906   | 5,07  | 4       | –       | ▲ +4    |
| Zelení                                           | 289 470   | 4,52  | 0       | 4       | ▼ -4    |
| Starostové a nezávislí                           | 274 069   | 4,28  | 0       | –       | ▬ 0     |
| Komunistická strana Čech a Moravy                | 264 705   | 4,13  | 0       | 4       | ▼ -4    |
| Žít Brno                                         | 261 721   | 4,09  | 0       | 7       | ▼ -7    |
| TOP 09                                           | 218 962   | 3,42  | 0       | 4       | ▼ -4    |
| Ostatní celkem (11 subjektů)                     | 488 431   | 7,64  | 0       | –       | –       |
| Celkem                                           | 6 403 610 | –     | 55      | 55      | –       |

Poznámky:
1. ↑  V předchozích volbách kandidovala Občanská demokratická strana samostatně bez podpory Strany svobodných. Srovnání mandátů je provedeno vůči této samostatné kandidátce.
2. ↑  V předchozích volbách se Česká pirátská strana účastnila kandidátky hnutí Žít Brno jako podporující subjekt. Do srovnání mandátů proto není zahrnuta.
3. ↑  V předchozích volbách kandidovalo hnutí Žít Brno s podporou České pirátské strany. Srovnání mandátů je provedeno vůči této společné kandidátce.

### České Budějovice
Volební účast v Českých Budějovicích činila 38,82 %.
| Volební strana                                                | Hlasy     | Hlasy | Mandáty | Mandáty | Mandáty |
| Volební strana                                                | počet     | v %   | 2018    | 2014    | bilance |
| ------------------------------------------------------------- | --------- | ----- | ------- | ------- | ------- |
| ANO 2011                                                      | 255 585   | 21,21 | 12      | 12      | ▬ 0     |
| Občané pro Budějovice                                         | 198 183   | 16,44 | 9       | 8       | ▲ +1    |
| Sdružení Občanské demokratické strany a nezávislých kandidátů | 171 074   | 14,20 | 8       | 3       | ▲ +5    |
| Česká pirátská strana                                         | 146 875   | 12,19 | 6       | –       | ▲ +6    |
| Komunistická strana Čech a Moravy                             | 84 133    | 6,98  | 4       | 6       | ▼ -2    |
| Starostové a nezávislí a Čisté Budějovice                     | 77 947    | 6,47  | 3       | –       | ▲ +3    |
| Společně pro Budějovice – Lidovci a TOP 09                    | 66 252    | 5,50  | 3       | –       | ▲ +3    |
| Česká strana sociálně demokratická                            | 58 270    | 4,84  | 0       | 9       | ▼ -9    |
| Svoboda a přímá demokracie                                    | 57 382    | 4,76  | 0       | –       | –       |
| Křesťanská a demokratická unie – Československá strana lidová | 36 122    | 3,00  | 0       | 3       | ▼ -3    |
| Ostatní celkem (4 subjektů)                                   | 53 332    | 4,42  | 0       | 0       | –       |
| Celkem                                                        | 1 205 155 | –     | 45      | 41      | –       |

Poznámky:
1. ↑  V předchozích volbách kandidovala Občanská demokratická strana samostatně. Srovnání mandátů je provedeno vůči této samostatné kandidátce.
2. ↑  V předchozích volbách kandidovala TOP 09 samostatně, přičemž získala 4 mandáty.

### Hradec Králové
Volební účast v Hradci Králové činila 43,50 %. Ve volebním období 2018–2022 je v zastupitelstvu sedm politických subjektů:
| Volební strana                    | Hlasy     | Hlasy | Mandáty | Mandáty | Mandáty |
| Volební strana                    | počet     | v %   | 2018    | 2014    | bilance |
| --------------------------------- | --------- | ----- | ------- | ------- | ------- |
| ANO 2011                          | 263 812   | 23,83 | 11      | 6       | ▲ +5    |
| Hradecký demokratický klub        | 173 429   | 15,66 | 7       | 12      | ▼ -5    |
| Občanské demokratické strany      | 113 645   | 10,26 | 5       | 3       | ▲ +2    |
| Česká pirátská strana             | 112 995   | 10,21 | 5       | –       | ▲ +5    |
| Změna pro Hradec a Zelení         | 75 757    | 6,84  | 3       | 2       | ▲ +1    |
| Koalice pro Hradec (KDU-ČSL)      | 75 049    | 6,78  | 3       | 2       | ▲ +1    |
| Komunistická strana Čech a Moravy | 68 038    | 6,15  | 3       | 4       | ▼ -1    |
| Celkem                            | 1 107 186 | –     | 37      | 29      | –       |

### Jihlava
Volební účast v Jihlavě činila 37,48 %.
| Volební strana                                                | Hlasy   | Hlasy | Mandáty | Mandáty | Mandáty |
| Volební strana                                                | počet   | v %   | 2018    | 2014    | bilance |
| ------------------------------------------------------------- | ------- | ----- | ------- | ------- | ------- |
| ANO 2011                                                      | 112 935 | 22,61 | 10      | 8       | ▲ +2    |
| FÓRUM JIHLAVA                                                 | 89 908  | 18,00 | 7       | 4       | ▲ +3    |
| Občanská demokratická strana                                  | 75 778  | 15,17 | 6       | 5       | ▲ +1    |
| ŽIJEME JIHLAVOU!                                              | 50 384  | 10,09 | 4       | –       | ▲ +4    |
| Komunistická strana Čech a Moravy                             | 42 253  | 8,46  | 3       | 6       | ▼ -3    |
| Křesťanská a demokratická unie – Československá strana lidová | 40 374  | 8,08  | 3       | 4       | ▼ -1    |
| Česká strana sociálně demokratická                            | 33 850  | 6,78  | 2       | 8       | ▼ -6    |
| Svoboda a přímá demokracie – Tomio Okamura (SPD)              | 32 308  | 6,47  | 2       | –       | ▲ +2    |
| Svobodní a Realisté Společně pro Jihlavu                      | 20 668  | 4,14  | 0       | –       | –       |
| Ostatní celkem (1 subjekt)                                    | 1 010   | 0,20  | –       | –       | –       |
| Celkem                                                        | 499 468 | 100   | 37      | 35      | 0       |

Poznámky:
1. ↑  V předchozích volbách kandidovala Strana svobodných občanů samostatně, přičemž nezískala žádný mandát.
2. ↑  V předchozích volbách získala 2 mandáty TOP 09, která tentokrát nekandidovala.

### Karlovy Vary
Volební účast v Karlových Varech činila 37,61 %.
| Volební strana                                                                        | Hlasy   | Hlasy | Mandáty | Mandáty | Mandáty |
| Volební strana                                                                        | počet   | v %   | 2018    | 2014    | bilance |
| ------------------------------------------------------------------------------------- | ------- | ----- | ------- | ------- | ------- |
| ANO 2011                                                                              | 108 878 | 23,86 | 12      | 6       | ▲ +6    |
| Karlovaráci                                                                           | 71 318  | 15,63 | 8       | 5       | ▲ +3    |
| Karlovarská občanská alternativa                                                      | 51 870  | 11,37 | 5       | 9       | ▼ -4    |
| Česká pirátská strana                                                                 | 45 500  | 9,97  | 5       | 0       | ▲ +5    |
| Občanská demokratická strana s podporou Strany soukromníků ČR a Mladých konzervativců | 35 401  | 7,76  | 3       | 2       | ▲ +1    |
| Komunistická strana Čech a Moravy                                                     | 23 120  | 5,07  | 2       | 3       | ▼ -1    |
| Svoboda a přímá demokracie – Tomio Okamura (SPD))                                     | 22 485  | 4,93  | 0       | –       | ▬ 0     |
| Hnutí O co jim jde?!                                                                  | 17 378  | 3,81  | 0       | 3       | ▼ -3    |
| STAN a TOP 09                                                                         | 16 294  | 3,57  | 0       | 0       | ▬ 0     |
| KOLONÁDA - HNUTÍ PATRIOTŮ                                                             | 14 217  | 3,12  | 0       | –       | ▬ 0     |
| Ostatní celkem (5 subjektů)                                                           | 49 882  | 10,94 | –       | 5       | –       |
| Celkem                                                                                | 456 343 | 100   | 35      | 28      | –       |

Poznámky:
1. ↑  V předchozích volbách kandidovala Česká pirátská strana společně s Hnutím O co jim jde?!, KDU-ČSL a Stranou zelených. Tato koalice získala dohromady 3 mandáty, ale žádný ze zvolených zastupitelů nebyl navržen stranou Piráti.
2. ↑  V předchozích volbách kandidovala ODS samostatně. Srovnání mandátů je provedeno vůči této samostatné kandidátce.
3. ↑  V předchozích volbách kandidovalo Hnutí O co jim jde?! společně s KDU-ČSL, Piráty a Stranou zelených. Srovnání mandátů je provedeno vůči této společné kandidátce.
4. ↑  V předchozích volbách kandidovaly obě strany samostatně. Ani jedna z nich nezískala žádný mandát.
5. ↑  V předchozích volbách získala 5 mandátů ČSSD, která nyní dosáhla jen 2,85 % hlasů.
6. ↑  V předchozích volbách získala 2 mandáty ALTERNATIVA, která tentokrát nekandidovala.

### Liberec
Volební účast v Liberci činila 40,90 %.
| Volební strana                                   | Hlasy     | Hlasy | Mandáty | Mandáty | Mandáty |
| Volební strana                                   | počet     | v %   | 2018    | 2014    | bilance |
| ------------------------------------------------ | --------- | ----- | ------- | ------- | ------- |
| Starostové pro Liberecký kraj                    | 381 613   | 32,10 | 16      | 8       | ▲ +8    |
| ANO 2011                                         | 253 959   | 21,36 | 11      | 9       | ▲ +3    |
| Změna pro Liberec                                | 157 737   | 13,26 | 6       | 12      | ▼ -6    |
| Občanská demokratická strana                     | 99 621    | 8,38  | 4       | 2       | ▲ +2    |
| Liberec otevřený lidem – LOL!                    | 62 686    | 5,27  | 2       | –       | ▲ +2    |
| Svoboda a přímá demokracie – Tomio Okamura (SPD) | 54 539    | 4,58  | 0       | –       | ▬ 0     |
| Unie pro sport a zdraví                          | 50 604    | 4,25  | 0       | –       | ▬ 0     |
| PRO 2016 s podporou Svobodných                   | 42 636    | 3,68  | 0       | –       | ▬ 0     |
| Komunistická strana Čech a Moravy                | 35 979    | 3,02  | 0       | 2       | ▼ -2    |
| Ostatní celkem (3 subjekty)                      | 49 305    | 4,18  | –       | 4       | –       |
| Celkem                                           | 1 188 679 | 100   | 39      | 37      | 0       |

Poznámky:
1. ↑  V předchozích volbách spolu s hnutím PRO Zdraví a Sport na společné kandidátní listině „PRO Sport a Zdraví“, přičemž nezískaly žádný mandát.
2. ↑  V předchozích volbách získala 4 mandáty ČSSD, která nyní dosáhla jen 2,12 % hlasů.
3. ↑  V předchozích volbách získala 2 mandáty TOP 09, která tentokrát nekandidovala.

### Olomouc
Volební účast v Olomouci činila 38,16 %.
| Volební strana                                                | Hlasy     | Hlasy | Mandáty | Mandáty | Mandáty |
| Volební strana                                                | počet     | v %   | 2018    | 2014    | bilance |
| ------------------------------------------------------------- | --------- | ----- | ------- | ------- | ------- |
| ANO 2011                                                      | 344 398   | 26,67 | 14      | 12      | ▲ +2    |
| ProOlomouc                                                    | 156 378   | 12,11 | 6       | 2       | ▲ +4    |
| PIRÁTI A STAROSTOVÉ                                           | 154 271   | 11,95 | 6       | –       | ▲ +6    |
| Občanská demokratická strana                                  | 140 900   | 10,91 | 5       | 5       | ▬ 0     |
| Křesťanská a demokratická unie – Československá strana lidová | 95 688    | 7,41  | 4       | 5       | ▼ -1    |
| spOLečně                                                      | 76 597    | 5,93  | 3       | –       | ▲ +3    |
| SPD T.OKAMURA a SPO ZEMANOVCI                                 | 71 958    | 5,57  | 3       | –       | ▼ -6    |
| Komunistická strana Čech a Moravy                             | 68 351    | 5,29  | 2       | 4       | ▼ -2    |
| Česká strana sociálně demokratická                            | 64 662    | 5,01  | 2       | 10      | ▼ -8    |
| TOP 09 a nezávislí                                            | 56 648    | 4,39  | 0       | 4       | ▼ -4    |
| Ostatní celkem (6 subjektů)                                   | 61 581    | 4,77  | –       | –       | –       |
| Celkem                                                        | 1 291 432 | 100   | 45      | 42      | 0       |

Poznámky:
1. ↑  V předchozích volbách kandidovala Česká pirátská strana na společné kandidátce Občané pro Olomouc spolu se Stranou zelených a nezávislými kandidáty. Do srovnání mandátů proto není zahrnuta.
2. ↑  V předchozích volbách kandidovala Strana práv občanů (SPO) samostatně, přičemž nezískala žádný mandát.
3. ↑  V předchozích volbách kandidovala TOP 09 samostatně. Srovnání mandátů je provedeno vůči této samostatné kandidátce.
4. ↑  V předchozích volbách získala 3 mandáty kandidátka Občané pro Olomouc, složená ze zástupců Strany zelených, České pirátské strany a nezávislých.'"`UNIQ--ref-0000008A-QINU`"'

### Ostrava
Volební účast v Ostravě činila 33,86 %.

### Pardubice
Volební účast v Pardubicích činila 40,27 %.
| Volební strana                                   | Hlasy   | Hlasy | Mandáty | Mandáty | Mandáty |
| Volební strana                                   | počet   | v %   | 2018    | 2014    | bilance |
| ------------------------------------------------ | ------- | ----- | ------- | ------- | ------- |
| ANO 2011                                         | 258 888 | 26,66 | 13      | 11      | ▲ +2    |
| Občanská demokratická strana                     | 141 752 | 14,60 | 7       | 4       | ▲ +3    |
| Česká pirátská strana                            | 109 059 | 11,23 | 5       | –       | ▲ +5    |
| Pardubáci společně                               | 87 027  | 8,96  | 4       | –       | ▲ +4    |
| Koalice pro Pardubice                            | 69 755  | 7,18  | 3       | 2       | ▲ +1    |
| Sdružení pro Pardubice                           | 59 756  | 6,15  | 3       | 4       | ▼ -1    |
| ČSSD a nestraníci pro Pardubice                  | 56 770  | 5,85  | 2       | 6       | ▼ -4    |
| Komunistická strana Čech a Moravy                | 50 056  | 5,15  | 2       | 4       | ▼ -2    |
| NAŠE PARDUBICE                                   | 47 925  | 4,93  | 0       | 0       | ▬ 0     |
| Pardubice pro lidi                               | 40 387  | 4,16  | 0       | 0       | ▬ 0     |
| Svoboda a přímá demokracie – Tomio Okamura (SPD) | 37 761  | 3,89  | 0       | –       | ▬ 0     |
| Ostatní celkem (4 subjekty)                      | 12 011  | 1,24  | –       | –       | –       |
| Celkem                                           | 971 147 | 100   | 39      |         | –       |

Poznámky:
1. ↑  Zahrnuje KDU-ČSL a nestraníky.
2. ↑  Zahrnuje SNK ED a nezávislé kandidáty.
3. ↑  V předchozích volbách kandidovala ČSSD samostatně. Srovnání mandátů je provedeno vůči této samostatné kandidátce.
4. ↑  V předchozích volbách byli na společné kandidátce uvedeni ještě Soukromníci.

### Plzeň
Volební účast v Plzni činila 39,46 %.
| Volební strana                                   | Hlasy     | Hlasy | Mandáty | Mandáty | Mandáty |
| Volební strana                                   | počet     | v %   | 2018    | 2014    | bilance |
| ------------------------------------------------ | --------- | ----- | ------- | ------- | ------- |
| ANO 2011                                         | 488 324   | 22,20 | 13      | 10      | ▲ +3    |
| Občanská demokratická strana                     | 486 401   | 22,11 | 13      | 10      | ▲ +3    |
| Česká pirátská strana                            | 257 260   | 11,69 | 7       | –       | ▲ +7    |
| TOP 09                                           | 150 150   | 6,83  | 4       | 5       | ▼ -1    |
| KDU-ČSL – PRAVÁ VOLBA PRO PLZEŇ                  | 144 203   | 6,56  | 4       | 3       | ▲ +1    |
| ČSSD                                             | 141 073   | 6,41  | 3       | 10      | ▼ -7    |
| Komunistická strana Čech a Moravy                | 124 055   | 5,64  | 3       | 5       | ▼ -2    |
| Svoboda a přímá demokracie – Tomio Okamura (SPD) | 108 882   | 4,95  | 0       | 0       | ▬ 0     |
| PRO PLZEŇ                                        | 105 272   | 4,79  | 0       | –       | ▬ 0     |
| PATRIOTI A STAROSTOVÉ S PODPOROU SVOBODNÝCH      | 80 381    | 3,65  | 0       | 4       | ▼ -4    |
| Ostatní celkem (6 subjektů)                      | 113 886   | 5,17  | –       | –       | –       |
| Celkem                                           | 2 199 887 | 100   | 47      | 47      | –       |

Poznámky:
1. ↑  Zahrnuje KDU-ČSL, PVP, KAN a nestraníky. V předchozích volbách kandidovaly KDU-ČSL a PVP samostatně. Srovnání mandátů je provedeno vůči samostatné kandidátce KDU-ČSL, PVP žádné mandáty v minulých volbách nezískala.
2. ↑  Zahrnuje Občané pro Lochotín, Pro Zdraví a Sport a nestraníky.
3. ↑  V předchozích volbách kandidovali Občané patrioti samostatně. Srovnání mandátů je provedeno vůči této samostatné kandidátce.

### Praha

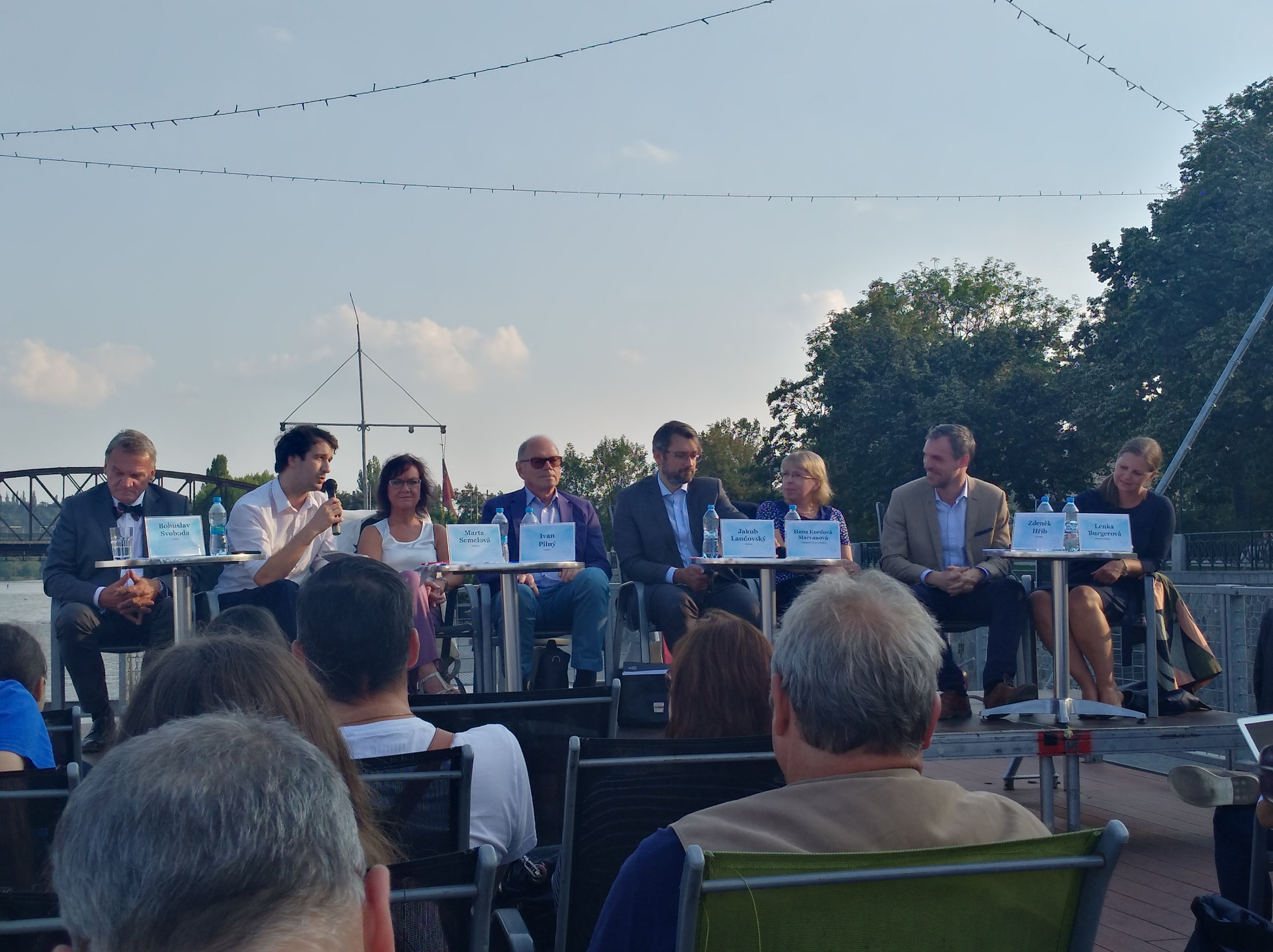
Předvolební debata k volbám do Zastupitelstva hlavního města Prahy 2018 na Cargo Gallery, zleva Bohuslav Svoboda (ODS), Matěj Žaloudeký (Zelení), Marta Semelová (KSČM), Ivan Pilný (ANO), Jakub Landovský (ČSSD), Hana Marvanová (Spojené síly pro Prahu), Zdeněk Hřib (Piráti) a Lenka Burgerová (Praha sobě)

Volební účast v Praze činila 46,44 %.
| Volební strana                                                               | Hlasy      | Hlasy | Mandáty | Mandáty | Mandáty |
| Volební strana                                                               | počet      | v %   | 2018    | 2014    | bilance |
| ---------------------------------------------------------------------------- | ---------- | ----- | ------- | ------- | ------- |
| Občanská demokratická strana                                                 | 4 527 920  | 17,87 | 14      | 8       | ▲ 0+6   |
| Česká pirátská strana                                                        | 4 326 041  | 17,07 | 13      | 4       | ▲ 0+9   |
| Praha sobě                                                                   | 4 197 578  | 16,57 | 13      | –       | ▲ +13   |
| Spojené síly pro Prahu – TOP 09 a STAN ve spolupráci s KDU-ČSL, LES a SNK ED | 4 127 063  | 16,29 | 13      | –       | ▲ +13   |
| ANO 2011                                                                     | 3 893 968  | 15,37 | 12      | 17      | ▼ 0-5   |
| Svoboda a přímá demokracie - Tomio Okamura (SPD)                             | 895 859    | 3,54  | 0       | –       | –       |
| Komunistická strana Čech a Moravy                                            | 827 036    | 3,26  | 0       | 4       | ▼ 0-4   |
| Ostatní (celkem 22 subjektů)                                                 | 2 544 209  | 10,03 | 0       | –       | –       |
| Celkem                                                                       | 25 339 674 | 100   | 65      | 63      | 0       |

### Ústí nad Labem
Volební účast v Ústí nad Labem činila 32,63 %.
| Volební strana                                   | Hlasy   | Hlasy | Mandáty | Mandáty | Mandáty |
| Volební strana                                   | počet   | v %   | 2018    | 2014    | bilance |
| ------------------------------------------------ | ------- | ----- | ------- | ------- | ------- |
| ANO 2011                                         | 160 293 | 20,65 | 9       | 12      | ▼ -3    |
| PRO! Ústí                                        | 131 770 | 16,97 | 8       | 8       | ▬ 0     |
| ÚSTECKÉ FÓRUM OBČANŮ                             | 91 443  | 11,78 | 5       | 2       | ▲ +3    |
| Občanská demokratická strana                     | 65 832  | 8,48  | 4       | 3       | ▲ +1    |
| Vaše Ústí                                        | 56 998  | 7,34  | 3       | –       | ▲ +3    |
| Komunistická strana Čech a Moravy                | 52 706  | 6,79  | 3       | 5       | ▼ -2    |
| Svoboda a přímá demokracie – Tomio Okamura (SPD) | 52 562  | 6,77  | 3       | –       | ▲ +3    |
| PRO Zdraví a Sport                               | 43 231  | 5,57  | 2       | 0       | ▲ +2    |
| TOP 09, KDU-ČSL a STAN                           | 28 284  | 3,64  | 0       | 2       | ▼ -2    |
| Ostatní celkem (6 subjektů)                      | 93 212  | 12,01 | –       | 5       | –       |
| Celkem                                           | 776 331 | 100   | 37      | 32      | –       |

Poznámky:
1. ↑  V předchozích volbách spolu se stranou Starostové za Ústecký kraj na společné kandidátní listině „PRO Sport a Zdraví“, přičemž nezískaly žádný mandát.
2. ↑  V předchozích volbách kandidovaly TOP 09 a KDU-ČSL samostatně a hnutí STAN kandidovalo společně s hnutím PRO! Ústí. Srovnání mandátů je provedeno vůči samostatné kandidátce TOP 09. KDU-ČSL v předchozích vobách žádný mandát nezískala, PRO! Ústí v předchozích volbách získalo 8 mandátů, ale žádný ze zvolených zastupitelů nebyl navržen hnutím STAN.
3. ↑  V předchozích volbách získala 5 mandátů ČSSD, která nyní dosáhla jen 2,97 % hlasů.

### Zlín
Volební účast ve Zlíně činila 38,93 %.
| Volební strana                                                | Hlasy      | Hlasy | Mandáty | Mandáty | Mandáty |
| Volební strana                                                | počet      | v %   | 2018    | 2014    | bilance |
| ------------------------------------------------------------- | ---------- | ----- | ------- | ------- | ------- |
| STAROSTOVÉ A NEZÁVISLÍ                                        | 166 353    | 18,58 | 9       | 18      | ▼ -9    |
| ANO 2011                                                      | 168 464    | 18,81 | 9       | 8       | ▲ +1    |
| Zlín 21                                                       | 134 809    | 15,05 | 7       | –       | ▲ +7    |
| Křesťanská a demokratická unie – Československá strana lidová | 91 617     | 10,23 | 5       | –       | ▲ +5    |
| Soukromníci Svobodní Nezávislí – ROZHÝBEJME ZLÍN              | 62 389     | 6,97  | 3       | –       | ▲ +3    |
| Občanská demokratická strana                                  | 61 191     | 6,83  | 3       | 0       | ▲ +3    |
| Česká pirátská strana                                         | 54 827     | 6,12  | 3       | –       | ▲ +3    |
| Svoboda a přímá demokracie – Tomio Okamura (SPD)              | 50 076     | 5,59  | 2       | –       | ▲ +2    |
| ČSSD s podporou SPOZ a nezávislých                            | 37 352     | 4,17  | –       | 6       | ▼ -6    |
| Komunistická strana Čech a Moravy                             | 33 191     | 3,71  | –       | 3       | ▼ -3    |
| Nový Impuls pro Zlín                                          | 27 772     | 3,10  | –       | –       | –       |
| Ostatní celkem (1 subjekt)                                    | 7 421      | 0,83  | –       | –       | –       |
| Celkem                                                        | 25 339 674 | 100   | 65      | 63      | 0       |

Poznámky:
1. 1 2  V předchozích volbách kandidovaly hnutí Zlín 21 a KDU-ČSL společně, přičemž získaly celkem 6 mandátů.
2. ↑  V předchozích volbách samostatně kandidovala pouze Strana svobodných občanů, přičemž nezískala žádný mandát.
3. ↑  V předchozích volbách Piráti kandidovali společně se Zelenými a nezávislými, přičemž společná kandidátka nezískala žádný mandát.
4. ↑  V předchozích volbách kandidovala ČSSD samostatně, stejně tak Strana práv občanů (SPOZ). Srovnání mandátů je provedeno vůči samostatné kandidátce ČSSD, SPO tehdy nezískala žádný mandát.

## Referenda
Spolu s termínem voleb byla v devíti obcích vyhlášena místní referenda:
- Brno-Nový Lískovec – vznik prostoru k bydlení pro více než 200 obyvatel, referendum nebylo platné.
- Hronov – přestavba části Jiráskova divadla na nový městský úřad a prodej dvou domů. Občané odmítli.
- Liberec – referendum, jež kvůli nízké účasti nebylo platné, obsahovalo několik otázek, které se týkaly různých témat:
  - úprava tarifu hromadné dopravy pro děti do 15 let a seniory nad 65 let
  - regulace hazardu ve městě
  - odkup libereckého zámku a přilehlého parku
  - obnova bývalého lesního amfiteátru v Lidových sadech
  - vykoupení hráze u Veseckého rybníka, tzv. Tajchu, od Povodí Labe
- Nové Město nad Metují – vznik jižního obchvatu města místo státem prosazované přeložky silnice I/14. Občané podpořili jižní variantu.
- Poděbrady – stavba krytého bazénu o délce 25 metrů, referendum nebylo platné.
- Trubín – připojení obce k sousednímu Královu Dvoru, občané odmítli.
- Velký Beranov – výstavba nového logistického centra obchodního řetězce Penny Market, občané odmítli.
- Temelín – výstavba nové sportovní haly (zimní stadion), občané odmítli.
- Zdiby – výstavba logistického centra, občané odmítli.